# Dalías
Dalías és una localitat de la província d'Almeria, Andalusia. L'any 2005 tenia 3.773 habitants. Limita al sud amb El Ejido, a l'est amb Berja, al nord amb Fondón, Almócita, Padules i Canjáyar i a l'oest amb Felix i Vícar.

## Demografia
| 1998  | 1999  | 2000  | 2001  | 2002  | 2003  | 2004  | 2005  | 2006  | 2007  |
| ----- | ----- | ----- | ----- | ----- | ----- | ----- | ----- | ----- | ----- |
| 3.639 | 3.663 | 3.634 | 3.679 | 3.680 | 3.660 | 3.675 | 3.773 | 3.807 | 3.848 |

## Política
Alcaldes des de 1982, quan se separà d'El Ejido:
| 2007-2011 | Jerónimo Robles Aguado    | PDAL        |
| 2003-2007 | Jerónimo Robles Aguado    | PP-PDAL     |
| 1999-2003 | Mª Elena Sánchez Valdivia | PSOE        |
| 1995-1999 | Mª Elena Sánchez Valdivia | PSOE        |
| 1991-1995 | Mª Elena Sánchez Valdivia | PSOE        |
| 1987-1991 | José Criado Maldonado     | Independent |
| 1982-1987 | José Criado Maldonado     | Independent |